# Hochland von Adamaua

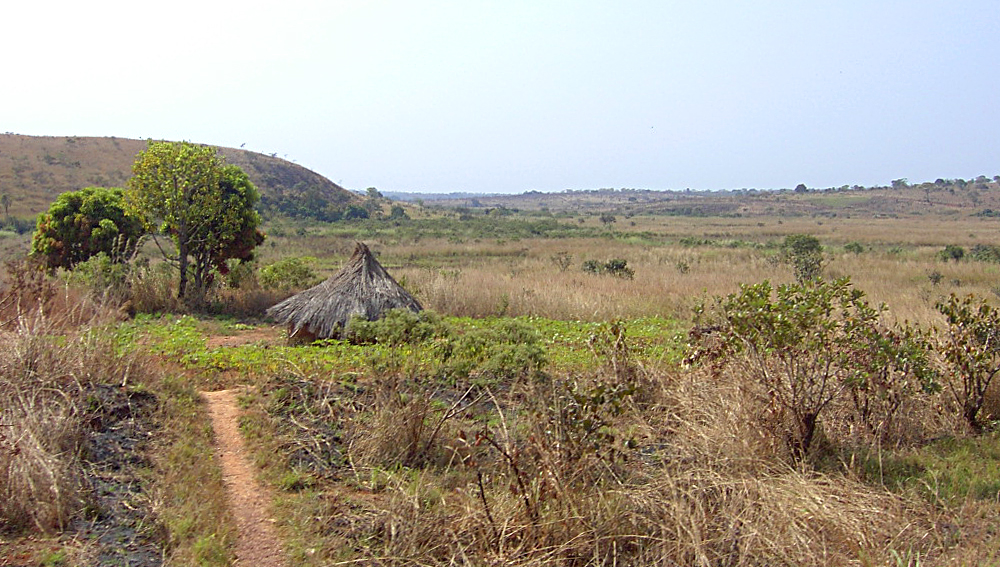
Landschaft in der Nähe von Ngaoundal in Kameruns Provinz Adamawa

Das bis zu 2710 m hohe Hochland von Adamaua (auch: Adamaoua oder Adamawa) befindet sich als kontinentales Hochgebirge nordöstlich des sogenannten Afrika-Knies. Der Name leitet sich ab von Modibo Adama, dem Gründer des Emirates Adamaua.
Von diesem Emirat leitet sich der Name der kamerunischen Region Adamaoua und des nigerianischen Bundesstaats Adamawa ab.

## Geographie
Das Gebirge liegt im nördlichen Kamerun, kleine Ausläufer reichen noch bis in das östliche Nigeria, in westliche Gebiete der Zentralafrikanischen Republik und in den südwestlichen Tschad.
Das Adamaua-Hochland ist das Hochgebirgs-Bindeglied zwischen der nordwestlich angrenzenden Oberguineaschwelle und der östlich weiterführenden Nordäquatorialschwelle. Zwischen diesen beiden Schwellen gelegen, geht es im Westen in das nigerianische Tiefland über. Im Norden geht es über das Tal des Flusses Benue und das nördlich daran anschließende Mandara-Gebirge in das Tschadbecken über. Im Osten schließt sich, wie bereits erwähnt, die Oberguineaschwelle an, im Süden die Niederguineaschwelle. Einiges weiter südöstlich liegt – nicht direkt angrenzend – das Kongobecken.

## Landesnatur
Der Norden wird von der Feuchtsavanne beherrscht, der Süden vom ausgedehnten tropischen Regenwald. In den gebirgigen Höhen entstehen zahlreiche kleine und große Bachläufe und Flüsse: Diese haben sich oft tief in die Landschaft eingeschnitten. Dies wird gut am Beispiel der Flüsse Benue, der hier entspringt und dann nach Westen zum Niger fließt, und Djérém deutlich; an letzterem liegt der Mbakaou-See.

## Geohydrologie
Das Hochland von Adamaua ist geohydrologisch von daher interessant, dass es sich an der Wasserscheide vier großer Einzugsgebieten befindet. So liegt das Quellgebiet des „nördlichen“ Vina und des Mbéré, die in das Tschadbecken entwässern in nordöstlicher Richtung, als auch im Süden der des „südlichen“ Vina und den Lom, die in den Sanaga entwässern. Zudem hat im Norden der Benue, und Nordwesten der Faro, ein Nebenfluss des Benue, seine Quellflüsse, die in das Nigersystem abfließen. Hinzu kommen Die Flüsse Kadéï und Mambéré, die über den Sangha in südöstlicher Richtung in den Kongo entwässern.

## Berge, Flüsse, Länder und Orte
Diese Berge, Flüsse, Länder und Orte liegen im Adamaua-Hochland.

### Berge
Dies sind die Höhen der höchsten Berge:
- Tchabal Nbabo (2460 m; Berg im Hochland von Kamerun, Kamerun, bei Banyo)
- Dimlang (2042 m; Berg im Shebshi-Gebirge, Nigeria, bei Jalingo)
- Tchabal Nganha (1732 m; Berg im Hochland von Kamerun, bei Ngaoundéré)

### Größte Flüsse
- Benue
- Sanaga
- Djérém
- Mbam

### Länder
- Nigeria
- Kamerun
- Tschad
- Zentralafrikanische Republik

### Orte
Im Adamaua-Hochland liegen hauptsächlich kleinere bis mittlere Städte:
- Meiganga – Kamerun
- Banyo – Kamerun
- Jailing – Nigeria
- Ngaoundéré – Kamerun
- Tibati – Kamerun
- Yoko – Kamerun

## Sprachen
Die wichtigste Sprache im Adamaoua-Hochland ist eine vereinfachte Form des Ful lingua franca (Adamaoua Fulfulde, über 800.000 Sprecher). Sie gehört zu den atlantischen Sprachen. Daneben werden zahlreiche Adamaoua-Sprachen gesprochen (eine Untergruppe der Adamawa-Ubangi-Sprachen), wie zum Beispiel
- Mumuye – in Ost-Nigeria, südlich des Benue, 400.000 Sprecher
- Samba Leko – in Ost-Nigeria, an der Grenze zu Kamerun, 60.000 Sprecher
- Mbum – in Nord-Kamerun, 50.000 Sprecher

In den südlichen Ausläufern werden auch Semibantu-Sprachen gesprochen wie zum Beispiel
- Vute – in Kamerun, 20.000 Sprecher
- Tikar – in Kamerun, 25.000 Sprecher